# Bingerville
Bingerville es un pueblo del sudeste de Costa de Marfil. Forma parte de Abiyán y es una de las cuatro subprefecturas del Distrito Autónomo de Abiyán. Bingerville es además una comuna. Se encuentra a aproximadamente a 10 kilómetros al este de Abiyán y descansa sobre el Ébrié Lagoon. En esta subprefectura se encuentra también la población de Eloka.
En Bingerville se encuentra la École militaire préparatoire technique (EMPT), una academia militar.

## Historia
Bingerville (13,000 BP) junto con Iwo-Eleru (11,000 BP) fue una de las principales fuente de microlito del Oeste.
Originalmente una ciudad de mercado, Bingerville creció durante el periodo colonial francés hasta convertirse en capital, entre 1909 hasta 1934. Fue nombrada en honor a Louis-Gustave Binger, antiguo gobernador colonial francés. Algunos edificios coloniales se preservan en el pueblo, el cual es conocido por sus jardines botánico.
Antes de la reorganización territorial de 2011 de las subdivisiones de Costa de Marfil, Bingerville fue parte de la Región de Lagunes.